# Tommy McCook
Tommy McCook  (Thomas Matthew McCook) (3 de marzo de 1927 La Habana, Cuba – 4 de mayo de 1998 Atlanta, Georgia) fue un músico jamaicano de jazz, flautista, saxofonista alto y tenor, compositor y arreglista.
Recorrió las diferentes etapas de la música jamaicana, siendo durante toda su carrera un actor de primer plano. En sus inicios, fue seducido por el jazz. Se concentró en los conciertos en los clubs y hoteles en lo que fue muy popular. Eso no le impidió ser uno de los pioneros del ska. En cambio su influencia en la industria musical jamaicana se reforzó con su continuación en el seno de The Skatalites, The Supersonics (estas dos pueden ser consideradas las referencias en los años sesenta), The Aggrovators (para el productor Byron Lee) o The Revolutionaries (para Channel One Studios). A principios de la década de 1980, estuvo en el origen de la recomposición de The Skatalites.

## Biografía

### Aprendizaje y jazz
Tommy McCook llega a Jamaica en 1933, con la decisión de su madre de volver a su país natal. Ella encuentra un trabajo en un hotel de Kingston, el Bornemouth Beach Club donde tocaría una big band dirigida por Eric Dean. Su hermano mayor estudiaría en la Alpha Boys School, tocando en la orquesta de la escuela. El joven Tommy descubre así la música. A los once años, entra en esa misma escuela y empieza el aprendizaje del saxofón tenor. En 1943, es reclutado por la Eric Dean's Orchestra. A continuación, se une al Don Hitchnman's sextet, con el cual será uno de los primeros músicos jamaicanos en ser grabado, y el Roy Coburn's Blu-Flames. En esta formación estaría al lado del bajista Cluett Johnson, el trombonista Don Drummond y los saxofonistas Bobby Gaynair y Roland Alphonso.
En 1954, McCook parte para una serie de conciertos en las Bahamas, acompañado entre otros por el guitarrista Ernest Ranglin y el trompetista Frank Anderson. Allí residirá hasta 1962. Con motivo de un viaje a Miami, conocerá al virtuoso John Coltrane y decide consagrarse a otra cosa más que al jazz.A su retorno a Jamaica, ocho años después del inicio de su exilio, funda una pequeña formaciçon de jazz. Tommy McCook es rápidamente reconocido como uno de los mejores saxofonistas de la isla. Durante su ausencia se había desarrollado una nueva industria musical local, así como una revolución sonora. El ska le llama. Su rival de siempre, Roland Alphonso, está embarcado como mñusico en un crucero. Los productores Vincent Chin y Clement Coxsone Dodd le proponen entonces a McCook grabar, pero él se muestra reticente a esta nueva forma musical. Dodd sólo logra convencerlo de que participe en la grabación de un disco de jazz aparecido bajo el nombre Jazz Jamaica from the Workshop. Un día, oye Schooling the Duke, título de una producción de Dodd interpretada por Bobby Gadnair, Johny "Dizzy" Moore y Don Drummond. Los solos del tema le premiten descubrir que su visión jazzy de la música tiene un lugar y se puede desarrollar en el ska.

### Como director
Su primera grabación ska es Exodus, que se convertiría en un clásico, para Coxsone en noviembre de 1963. Le siguen Adam's Apple, del mismo modo para Coxsone, y Goldfinger para Duke Reid. El batería Lloyd Knibb, al que conoce de conciertos y del campamento rasta de Count Ossie, le propone ser la cabeza de un grupo que comprenda a los mejores músicos de la isla. La paga de un músico por ese entonces se hacía por día, por su presencia en un concierto o en una sesión de grabación. Él trata de asegurarse contratos montando el mejor grupo posible. Después de haberla rechazado en un primer momento, Tommy acaba por aceptar la proposición de Lloyd Knibb. The Skatalites nacerán de este modo a finales de 1963.

#### The Skatalites
El grupo llegará entonces a los más altos lugares de Jamaica, de Kingston a Montego Bay, pasando por Falmouth, siendo conocido bajo el nombre de Tommy McCook and The Skatalites. Durante este periodo, se convertirán en el grupo de referencia creando centenares de temas instrumentales. McCook está tras el origen de numerosos clásicos como Freedom Sound, Fidel castro, Black Sunday, Cleopatra y tantos otros. The Skatalites fueron igualmente la backing band de numerosos cantantes como Ken Boothe, Alton Ellis, Jackie Opel, Lee Perry, Delroy Wilson o los Wailing Wailers (con el célebre Simmer Down). entre 1964 y 1965, participa en numerosas sesiones de grabación para diversos productores (Coxsone, Duke Reid, Lloyd Dalley, Leslie Kong, Vincent Chin, King Edwards y Justin Yap. Después de un año juntos el grupo se separa. Una de las razones que se dan para esta separación es la rivalidad entre Roland Alphonso y Tommy McCook, que acabará por cansar al resto de miembros. El productor Arthur Duke Reid propone entonces a McCook ser el productor artístico de sus sellos.

#### Supersonics
Entonces fundó The Supersonics, nuevo grupo de estudio de Treasure Isle, construido debajo del almacén de alcohol de Duke Reid. Allí reencuentra a Johnny Moore, Lloyd Knibb en la batería (que a veces era reemplazado por Hugh Malcom, el saxofonista Lester Sterling, el trombonista Vin Gordon, el pianista Gladstone Anderson, el organista Winston Wright, el bajista Jackie Jackson y el guitarrista Lynn Taitt. La colaboración con Duke Reid da fruto, ya que querían dominar el panorama de la era del rocksteady, produciendo a Alton Ellis, Justin Hinds and The Dominoes, The Melodians, The Paragons, Phyllis Dillon y The Tecniques. Tommy McCook interpretó numerosos instrumentales y versiones de canciones jamaicanas. Así, Mabrak es la versión del Queen Majesty de The Tecniques, My best dress de My best girl de The Paragons, Buck & The Preacher, el instrumental de I see your face de John Holt o también Expo, Indian Love Call, Lara's Theme, Kansas City, Mr Solo, My Girl, Open Jaw, Our Man Flint, Real Cool, Rock Away, Saboo, Sir Don, Soldier Man, Soul for Sale, Soul Serenade, Wall Street Shuffle, Work your soul y tantos otros títulos. Durante este periodo, participó en sesiones de grabación para Blondel Keith Calnek y sus sellos Caltone y JonTom (por Johnny Moore y Tommy McCook). Antes de separarse en 1969, Tommy McCook and The Supersonics sacaron un álbum producido por Winston Riley, antiguo cantante de los Tecniques. Aunque principalmente tocara para Treasure Isle, Tommy McCook se convierte en un músico freelance, grabando para varios productores.

### Los años de reggae
El reggae se desarrolló en los años setenta, y Tommy McCook trabaja con numerosos productores más jóvenes a los que ofrece su experiencia en los acompañamientos de los vientos. La sección de vientos con la que trabaja está compuesta a menudo por Bobby Ellis en la trompeta, Vin Gordon en el trombón y en el saxofón alto Herman Marquis. Graba con Harry Mudie (It May Sound Silly o Drifter With A Flute), Augustus Clarke (The Right Track y Schnectady's Shock), Lloyd Dalley (Cyrus), Rupie Edwards (West Of Parade y Bubblong Horns), B. Frankson (Flower Pot), Peter Weston (Dracula), Ken Gordon (Fatman), Clive Chin (Jaro, versión de Java), Jimmy Radway (The Great Tommy McCook) o incluso Niney (One Train Load Of Collie o Zorro).
Clement Coxsone Dodd le hará grabar Jamrec Jam, Tunnel One o Tenor On Call con el riddim de Slogan On the Wall de The Viceroys. Su nombre aparecerá en dos caras B de Bob Marley para Live, la versión de Lively Up Yourself y Faceman instrumental de Screwface. Lee Perry le llamó en 1972 para la grabación del LP Cloak and Dagger y tocará el piano en ciertas canciones del álbum Black Board Jungle. Colabora de una manera más regular con Glen Brown entre 1972 y 1977 (quien publicaría un LP de Tommy de modo confidencial bajo sello blanco en 1977) para el que graba las embriagadoras Tubby's Control y Harry meet Tommy. En 1973 marcha a Londres con Jimmy Cliff, y allí se encuentra con el flautista Herbie Mann con el que grabará el álbum Reggae. En 1975, el gobierno jamaicano le otorga la "Order of Distinction". Vivian "Yabby You" Jackson también contará con él y le producirá tres LP. Revenge, Plague of Horn, Death Trap o Stop Your Quarreling representan el apogeo de esta colaboración. También hacía parte del grupo de estudi de Joe Gibbs, The Professionals, que acompañaron a Culture o a Dennis Brown, en sus respectivos LP Two Servens Clash y Vision Of Dennis Brown. Ras Michael le llamó para su álbum Rastafari, producido por Tommy Cowan. Como en el decenio precedente, Tommy McCook formó parte de los grupos clave de la música jamaicana, como el formado por Bunny Lee, en el que es el solista, The Aggrovators o incluso el del Channel One, The Revolutionaries, en la segunda mitad de la década de 1970, con los cuales participará en diversos proyectos dub, en los álbumes de The Mighty Diamonds Right Time, de Derrick Harriot Reggae Chart Busters Style o en el de I ROy, Cancer. Además, conocerá a actores, apareciendo al inicio del film de Ted Bafaloukos, Rockers, de 1977.
En este período se da una revolución musical con la llegada del digital, que librará a los músicos de los productores. Tommy McCook participará sin embargo en varias sesiones del sello Nighthawk en la década de 1980. Estuvo además en la sección de vientos del álbum de The Itals, de Justin Hinds, de Junior Byles.

### Retorno alska
En 1983 motivará, con el representante Herbie Miller, sus antiguos compañeros de The Skatalites para que vuelvan a formar el grupo para el festival Reggae Sunsplash y en la Blue Monk Gallery de Kingston. EL éxito de la actuación le inducirá a irse a vivir a los Estados Unidos en 1985, para estar con los otros integrantes del grupo y en 1986 el grupo se irá de gira. En 1992, vuelven a los estudios para grabar --Ska Vovee--, producido y dirigido por Tommy McCook. Comone once de los doce temas. En 1994 y 1996, produce asociado a Joe Ferry dos nuevos álbumes (Hi-Bop Ska y Skamania). Es en este momento cuando empiezan sus problemas de salud, haciéndole cada vez más raro el verle sobre el escenario, en el momento en que The Skatalites empiezan giras mundiales, actuando en las mejores salas. En 1997, graba su último álbum Tommy McCook and friends para el sello Moon Ska. Saldrá a la venta en 1998, unos días antes de su muerte, el 5 de mayo, a consecuencia de un fallo cardíaco.

## Discografía

### Álbumes
1969 - Tommy McCook and The Supersonics - Top Secret - The Tecniques
1. Green Mango
2. Top Secret
3. Wild Bunch
4. Green Apple
5. Beirut
6. Jungle Skank
7. West Street Special
8. Big Bad & Bold
9. Midnight Time
10. Mistic Mood
11. Walk On The Side
12. Hot Shot
13. Watch This Music
14. Sweet Soul Special

Reedición en 1999 por Beatville con 4 bonus tracks: Walk On The Side, Hot Shot, Watch This Music y Sweet Soul Special.

1974 - Bobby and Tommy – Green Mango - Attack
1. Green Mango
2. Roast Fish
3. Funky Stuff
4. Hot Pepper
5. Stag Lack No. 17
6. Concrete Rock
7. Reggae Masterpiece
8. Autumn Mood
9. Walk On The Wildside
10. Prince Far I - Musical Rocket
11. Jumbo Skank
12. Slow Piece

1975 – Tommy McCook and the Aggrovators – Brass Rockers – Striker Lee
1. A Dancing Dub
2. A Version I Can Feel With Love
3. A Loving Melody
4. The Mighty Gates Of Goza
5. Bongo Man Dub
6. True Believer In Dubs
7. The Duke Of Dubs
8. The Big Boss Boss Of Dubs
9. Behold Dis Ya Dub Of Class
10. Dance With Me
11. A Gigantic Dub
12. The Gorgan Of Dubs And Horns

Reedición en 1996 por Langoon.
Editado con el nombre de Cookin en 1975 en el sello Horse, reeditado en 1996 por Trojan.
Editado con el nombre Showcase en 1997 bajo el sello Culture Press.
1976 – Tommy McCook – Horny Dub – Groundation
1. More Music
2. Tubby's Control
3. Everyday Sax
4. South Side Feeling
5. When I Fall In Dub
6. Far Over Yonder
7. Gold Street Skank
8. Harry Meet Tommy
9. Way Down In South

Reedición acompañada de Blazing Horns en 2003 por Blood and Fire.
1976 – Tommy McCook and Boby Ellis – Blazing Horns – Grove Music
1. Blazing Horns (Pts 1&2)
2. Tears Of Love
3. Glorious Lion
4. Mine Eyes
5. Jamaican Place
6. Yellow Bird
7. Tommy's Mood
8. Ites Of Zion
9. Jah

Reedición acompañada de Horny Dub en 2003 por Blood and Fire.

1976 – Tommy McCook – Reggae In Jazz - Eve
1. Grass Roots
2. Caution
3. Sin
4. Wild Bunch
5. Bam Bam
6. Black Out
7. Collin' 1
8. Collin' 2
9. Bad Man
10. Good Bye
11. Rock Away
12. War

1977 – Tommy McCook and the Aggrovators – Disco Rockers – Dynamic Sounds
1. The Night Rose Of Sherron
2. African Jumpers
3. Rasta A The Master
4. Lamb's Bread Herb
5. Herb & Honey
6. Macka Dub Rock
7. Tommy's Rocking Vibration
8. Disco Rockers
9. Roots Of Africa
10. The Bionic Horn

Igualmente conocido con el nombre Hot Lava en el sello Third World en 1977
1978 - Tommy McCook - Instrumental - Justice
1. The Champion Shuffle
2. Roots Man Shuffle
3. Herb's Man Rockers
4. The Agrovators Shuffle
5. Story Book Children Jumpers
6. Winter World of Love Jumpers
7. You'll Never Find Rockers
8. Jumping with The Agrovators
9. African Liberation
10. Rockers Galore
11. Spring Time
12. Forget to Say I Love You

1983 - The Skatalites & Sly and Robbie – The Skatalites with Sly & Robbie and the Taxi Gang – Vista Sounds
1. Red Fire
2. Blue Flame
3. Riding Westward
4. Hotter Fire
5. Take A Bread
6. Shades Of Black
7. 1000 Tons of TNT
8. Burning Inferno
9. Blazing Volcano
10. Thunder Storm
11. Big Fire Burning
12. Burning Fire
13. Cool Vibe

1986 - The Skatalites – Stretching Out – ROIR
DISCO 1: 
1. Freedom Sounds
2. Bridge View
3. Latin Goes Ska
4. Tear Up
5. Guns Of Navarone
6. Man In The Street
7. Come Dung
8. Big Trombone
9. Ska Ba
10. Road Block
11. Eastern Standard Time
12. Confucius

DISCO 2: 
1. Lee Harvey Oswald
2. Black Sunday
3. Mood For Ska
4. Fidel Castro
5. El Pussy Cat
6. Four Corners
7. Exodus
8. Old Fowl
9. Fidel Castro
10. Welcome Back Home

1993 - The Skatalites – Ska Voovee – Shanachie
1. Police Woman
2. Skafrica
3. Skandy
4. The Don (Pt. 1)
5. The Don (Pt. 2)
6. Skapan
7. Ska Boss
8. Oriental Ska
9. Skamaica
10. Skalifornia
11. Skanhattan
12. Skavoovee

1994 - The Skatalites – Hi-Bop Ska – Shanachie
1. Guns of Navarone
2. Flowers For Albert
3. Ska Reggae Hi-Bop
4. You're Wondering Now
5. Everlasting Sound
6. African Freedom
7. Man In The Street
8. Split Personality
9. Renewal
10. Nelson's Song
11. Burru Style
12. Ska Ska Ska

1996 - The Skatalites – Greetings from Skamania – Shanachie
1. Skalloween
2. Skamania
3. El Pussycat
4. Right Now
5. Have A Good Time
6. Phoenix City
7. Trip To Mars
8. Triangle
9. Wood And Water
10. I Wish You Love
11. S'kool

1998 – Tommy McCook and Friends – Real Authentic Sound of Tommy McCook – Moonska
1. They Laughed
2. Don Drummond - the Man With the Big Trombone
3. Secret Love
4. Blood Clad Eyes
5. Yelling King Bravo
6. Skalypso Dub
7. Golden Love
8. Blood Clad Dub
9. Loving Princess Diana (African Rap)

Tommy McCook – Cookin’ Shuffle – Jamaica Authentic
1. Bubbling Shuffle
2. Jump And Prance Shuffle
3. Bad Man Shuffle
4. Roots Man Shuffle
5. Reality Shuffle
6. A Militant Shuffle
7. An Extraordinary Shuffle
8. Ghetto Youth Shuffle
9. Swing And Dine Shuffle
10. Bongo Man Shuffle

Tommy McCook – Tommy’s Last Stand – Creole
1. Spring Time Dub
2. Happy Dub
3. Good Vibes Dub
4. Shack Attack
5. Mellow Groove Dub
6. Move And Groove
7. Take Dub Serious
8. Rock It On A Dub Land
9. Dub With A Difference
10. Give Dub A Chance
11. Crashing Dancehall Dub
12. Catchy Dub
13. You Will Always Find Dub
14. Boogie Down Dub
15. Jazzy Dub

Yabby You et Tommy McCook – Yabby You Meets Tommy McCook In Dub (Sounds Of The 70's) – Peacemaker
1. Crisis
2. Redemption Draweth Nigh
3. Dr. Bird
4. Crying Zambia
5. My Home
6. Rockport
7. I N' I Time
8. Tommy Cooks
9. Jah High
10. Fire
11. Jah Want Us
12. Stand Up

Yabby U, Sly & Robbie et Tommy McCook - Yabby You Meets Sly & Robie Along With Tommy McCook – Prophet
1. Roots Rockers
2. Yabby U Sound
3. Sly's Mood
4. United Africa
5. Lt.Col.Rawlings
6. Greetings
7. Now I Know
8. Without A Dread Inside
9. Zion Rock
10. Dub U So

### Compilaciones
1969 – Tommy McCook and the Skatalites – The Skatalite! - Treasure Isle
1. Yard Broom
2. Carry-Go-Bring-Come
3. Twelve Minutes To Go
4. Magic
5. Strolling In
6. Dan-De-Lion
7. Apanga
8. Eastern Standard Time
9. Stranger Cole & The Skatalites - Rough & Tough
10. Musical Store Room
11. Stranger Cole & The Skatalites - When You Call My Name
12. River Bank

Reedición en 1997 en Jet Star
1969 – Tommy MCCook – Reggay at it’s Best – Lanarc
1. Liquidator
2. Live Injection
3. Dr No Go
4. Tribute To Don
5. The Saint
6. Tonight
7. Bongo Niah
8. African Reggay
9. Joy Ride
10. Zylon
11. Progressive Reggay
12. Breaking Up

1989 - Tommy McCook and the Skatalites – Bith Of Ska – Trojan
1. Carry Go Bring Come
2. River Bank
3. Musical Communion
4. Feeling Fine
5. Strongman Sampson
6. Over the River
7. Next Door Neighbour
8. When I Call Your Name
9. Yeah, Yeah, Baby
10. Hog in a Cocoa

1993 - Tommy McCook and the Supersonics – Down On Bond Street – Trojan
1. Inez
2. The Yellow Banket (A Tisket A Tasket)
3. Down On Bond Street
4. Wall Street Shuffle
5. Moody Ska
6. Real Cool
7. Tommy's Rocksteady
8. Soul Serenade
9. Persian Cat (In A Persian Market)
10. Saboo
11. The Shadow Of Your Smile
12. Music Is My Occupation
13. Our Man Flint
14. Mad Mad Mad
15. Ode To Billie Joe
16. Heatwave (Moving)
17. The World Needs Love
18. Flying Home
19. Mary Poppins
20. Second Fiddle

1999 - Tommy McCook and the Skatalites – Tribute to Tommy McCook – Heartbeat
1. Exodus
2. Adam's Apple
3. Ska Ba
4. Freedom Sounds
5. Latin Goes Ska
6. Cow And Gate
7. Don't Slam The Door
8. Trotting In
9. Road Block
10. Ska Legion
11. Peanut Vendor
12. Sauvitt
13. Goldfinger
14. Junior Jive
15. A Little Bit Of Heaven
16. Wheel And Turn
17. Jazz Walking
18. The Answer

2005 - Tommy McCook – Real Cool – Trojan
DISC 1: 
1. Out Of Space
2. Ska Jam
3. Riverton City
4. Little Bit Of Heaven
5. Inez
6. Persion Cat Ska
7. Spanish Eyes With Lyn Taitt
8. Indian Love Call
9. One, Two, Three, Kick
10. Continental
11. Caltone Special
12. Tommy's Rocksteady (Aka Comet Rocksteady)
13. Real Cool
14. The Shadow Of Your Smile
15. Soul Serenade
16. Sweet Lorna
17. Music Is My Occupation
18. Our Man Flint
19. Mad, Mad, Mad
20. Heatwave (Aka Moving)
21. Flying Home
22. Second Fiddle
23. Ode To Billy Joe
24. Ranglin On Bond Street
25. Progressive Reggae
26. Black River

DISC 2: 
1. Wailing (Aka Mabrouk)
2. Stupid Doctor
3. Psalm 9 To Keep In Mind
4. More Music
5. Bad Cow Skank
6. Green Mango
7. The Great Tommy Mccook
8. The Watergate Affair
9. The Right Track
10. Cloak And Dagger
11. Move Out
12. A Dancing Dub (Aka A Dancing Version)
13. A Version I Can Fell With Love
14. Dub The Duke (Aka The Duke Of Earl Dub)
15. Behold Dis Ya Dub Of Class
16. Rock By Sir Dee's Scorcher
17. La Paloma
18. You'll Never Find (Aka You Will Always Find)
19. You Have Caught Me (Aka Catchy Dub)
20. Rock It On A Dub Land
21. Hot Lava
22. Riding West
23. The Night Of Sheron

Tommy McCook and the Supersonics – Dynamite - Rhino
1. Dynamite
2. Ball A Fire
3. Stampede
4. Testify
5. Wall Street Shuffle
6. Nehru
7. Rock Away
8. Black River
9. Duke's Reggae
10. The Village
11. Drive Her Home
12. Mouth Trombone
13. My Best Dress
14. Mary Poppins
15. Down On Bond Street
16. Mabrak
17. Travelling On Bond Street
18. Rub It Down
19. Soldier Man
20. Black Power
21. Reggae Merengue
22. Bawling People
23. Our Man Flint
24. Sweet Lorna
25. Hot Rock
26. Real Cool
27. Starry Night

### Singles
- 1963 Adam's Apple Island WI102
- 1963 Below Zero Island WI118
- 1963 Junior Jive Island WI124
- 1964 Bridge View R&B JB163
- 1964 Exodus Port-O-Jam PJ4001
- 1964 Sampson R&B JB139
- 1964 Two For One Black Swan WI422
- 1965 Rocket Ship Island WI232
- 1966 A Little Bit Of Heaven Doctor Bird DB1051
- 1966 Danger Man Doctor Bird DB1056
- 1966 Indian Love Call Doctor Bird DB1053
- 1966 Inez Doctor Bird DB1057
- 1966 Jerk Time Rio R100
- 1966 Naked City Doctor Bird DB1032
- 1966 Out Of Space Rio R101
- 1966 Riverton City Rio R104
- 1966 Ska Jam/ Smooth Sailing Rio R103
- 1966 Spanish Eyes Doctor Bird DB1047
- 1967 Tommy's Rock Steady Treasure Isle TI7016
- 1967 Jam Session Doctor Bird DB1058
- 1967 One Two Three Kick Island WI3047
- 1967 Saboo Island WI3049
- 1967 Saboo Treasure Isle TI7018
- 1967 Wall Street Shuffle Treasure Isle TI7004
- 1967 What Now Doctor Bird DB1061
- 1968 Moving Treasure Isle TI7042
- 1968 Our Man Flint Treasure Isle TI7039
- 1968 Venus/ Music Is My Occupation Treasure Isle TI7032
- 1969 Black Coffee Trojan TR7706
- 1969 Breaking Up/ Party Time Trojan TR642
- 1969 Dream Boat/ Tommy's Dream Unity UN534
- 1969 Peanut Vendor/ 100,000 Tons Of Rock Unity UN535
- 1969 Popcorn Regay Trojan TR659
- 1969 The Avengers Unity UN506
- 1969 Tribute To Rameses Trojan TR686
- 1969 When The Saints Go Marching In Trojan TR657